# Open Sans
Open Sans ist eine Sans-Serif-Schriftart, die von Steve Matteson entworfen und von Google in Auftrag gegeben wurde.

## Varianten
Open Sans ist in einer Vielzahl von Varianten erhältlich. Es gibt fünf Gewichtungen (300 Light, 400 Normal, Semi-Bold 600, Bold 700 und Extra Bold 800), jede davon mit einer kursiven Version, die insgesamt zehn Varianten umfasst. Es gibt auch eine separate Schrift namens Open Sans Condensed mit 3 Breitenvariationen.
Die Familie verfügt auch über eine Reihe von stilistischen Alternativen, wie z. B. ein serifisiertes großes I (für Situationen, in denen dies mit der Zahl eins oder dem kleinen L verwechselt werden könnte) und eine Auswahl zwischen einem ein- und zweistöckigen g. Die Zahlen können als Tabellen-, Proportional- oder Textzahlen eingestellt werden.

## Verwendung
Open Sans ist eine beliebte Schrift im Webdesign des Flat-Design-Stils. Im Juli 2018 war es die zweitmeistgenutzte Schriftart bei Google Fonts mit 28,2 Milliarden Nutzungen auf mehr als 17.000.000 Webseiten.
Sie wird als Mozillas Standardschrift für Websites und in der Desktop-App von Telegram verwendet.
Es ist die offizielle Schriftart der Labour Party, Co-operative Party und Liberal Democrats im Vereinigten Königreich.

## Unicode-Unterstützung
Das Zeichenrepertoire umfasst 897 Glyphen, die das lateinische, griechische und kyrillische Alphabet mit einer breiten Palette von diakritischen Zeichen abdecken. Im Januar 2014 veröffentlichte der israelische Schriftdesigner Yanek Iontef eine Erweiterungsschrift, die das hebräische Alphabet abdeckt und Niqqud (aber nicht Teamim) für den frühen Zugriff unterstützt. Die Erweiterungsschriftart wurde populär und von prominenten Institutionen wie der Universität Tel Aviv in ihrem Rebranding 2016 sowie von der Haaretz-Website verwendet.